# Externe Ventrikeldrainage
Als Externe Ventrikeldrainage (im klinischen Alltag auch als EVD bezeichnet) bezeichnet man in der Neurochirurgie eine Ableitung des Gehirnwassers (Liquor cerebrospinalis, kurz Liquor) aus dem Hohlraumsystem (Ventrikelsystem) des Gehirns.
Der Liquor wird in den Plexus choroidei hauptsächlich in den Seitenventrikeln (aber auch in Teilen des dritten und vierten Ventrikels) aus dem Blut abgepresst und gelangt über den dritten Ventrikel und den Aquaeductus mesencephali in den vierten Ventrikel und von dort durch Öffnungen (Aperturae) in den äußeren Liquorraum außerhalb des Gehirns. Hier findet die Wiederaufnahme (Resorption) des Hirnwassers in venöse Blutleiter statt. Es handelt sich also um ein zirkulierendes System.
Ist die Liquorproduktion zu stark oder kann der Liquor nicht ordnungsgemäß abfließen, weil ein Tumor, eine Hirnblutung oder eine andere Schwellung den Abfluss versperrt, dann entsteht ein Hydrocephalus internus, eine Stauung des Hirnwassers im Ventrikelsystem. Diese kann das Gehirn unter Druck setzen (Hirndruck), der lebensgefährlich sein kann. Um diese Lebensgefahr abzuwenden, muss der Druck aus dem Ventrikel abgeleitet werden. Daher wird von außen in einer kleinen Operation, die entweder im Operationssaal oder bettseitig auf der Intensivstation erfolgen kann, ein Schlauch oder eine dünne Nadel (Duisburger Nadel) durch die Schädeldecke in das Ventrikelsystem eingeführt. Durch diese Ableitung kann dann der Liquor entweichen und die Gefahr ist zunächst gebannt.
Da eine solche externe Ventrikeldrainage eine potenzielle Eintrittspforte für Keime ist, kann sie nicht unbegrenzt liegen bleiben. Sie ist also nur als vorübergehende Ableitung geeignet. Ist eine dauerhafte Liquorableitung erforderlich, muss operativ ein sogenannter interner Cerebralshunt, in Form eines ventrikulo-peritonealen oder ventrikulo-atrialen Shunts, angelegt werden.

## Technische Durchführung
Die Einlage einer externen Ventrikeldrainage kann auf zwei Arten erfolgen: Zum einen kann eine externe Ventrikeldrainage im Operationssaal eingelegt werden und die Drainage wird dann unter der Haut tunneliert und ausgeleitet. Die zweite Möglichkeit ist die Bedside Einlage mit einem Boltsystem. Hier wird mit einem Handbohrer eine Öffnung in den Schädel gebohrt und ein Halterungsbolzen eingeführt, über diesen Bolzen kann dann die externe Ventrikeldrainage vorgeschoben werden. Als typischer Eintrittspunkt für die intraoperative als auch bedside Einlage wird der Kocher Punkt verwendet. Die schnelle, technisch korrekte Durchführung einer externen Ventrikeldrainage kann bei erhöhtem Hirndruck eine lebensrettende Maßnahme sein.